# Wurlitzer (piano)
Een wurlitzer is een elektromechanisch toetsinstrument dat tussen 1955 en 1982 werd gebouwd door de Amerikaanse Rudolph Wurlitzer Company. Zelf noemde het bedrijf het product een "electronic piano". De meest gebruikte versie is de Wurlitzer 200A.
Het instrument heeft 64 toetsen en het bereik is dat van een vleugel zonder de laagste en hoogste octaaf. Anders dan een echte piano heeft een wurlitzer geen snaren. In plaats daarvan slaan de toetsen via een basaal pianomechaniek metalen tongetjes aan, waarna het geluid elektrostatisch wordt opgenomen en vervolgens wordt versterkt. De toonopwekking is derhalve elektromechanisch, en het instrument is dan ook geen elektronische piano maar is goed vergelijkbaar met de Rhodes piano. Aanvankelijk was de wurlitzer voorzien van een ingebouwde versterker en luidspreker; later verschenen ook modellen zonder versterker.
De wurlitzer werd in februari 1956 gebruikt op opnamen van Sun Ra die jaren later zouden worden uitgebracht op het album Angels and Demons at Play, en werd bekend door de hit What I'd Say (1959) van Ray Charles. Het instrument is veel gebruikt door de groep Supertramp (onder meer Bloody well Right, Dreamer, Hide in your shell, Goodbye Stranger en The Logical Song) en is verder te horen op opnamen van onder andere Pink Floyd (Money, Have a cigar), Steely Dan, Neil Young en Queen (You're My Best Friend).
Er zijn vandaag de dag diverse digitale piano's, keyboards, en synthesizers die het geluid van een wurlitzer kunnen emuleren.